# ご近所ラジオKNB!
『ご近所ラジオKNB!』（ごきんじょラジオケイエヌビー）は、2009年3月2日から2014年3月28日まで北日本放送（KNBラジオ）で平日12:30 - 16:00に放送されていたワイド番組である。4月期の番組改編に先立って「先行スタート」と称して始まった。

## 概要
- 長らく放送された『コンビニラジオ相本商店いらっしゃいませ〜』（末期は『○○商店』として放送）の後番組として放送。出演者やスポンサー契約の関係と思われるが、3月の先行オープン時は相本商店で放送されたコーナーの多くをそのまま引き継ぎ放送、4月の「グランドオープン」から多くのコーナーを入れ替えて放送されていた。

- 2009年度は鍋田と若手パーソナリティ男女一人ずつという三人体制だったが、2010年度からは、原則として鍋田と男性パーソナリティ一人の二人体制で放送されていた。
  - また、「ちゅるっト行きましょう!」（後述）で鍋田が不在となる火曜日には、KNBの女性アナウンサー・パーソナリティが一人出演した。
    - 2011年度からは、「ちゅるっト行きましょう!」の放送日以外の火曜日についても、中継コーナー「飛び出せ!3D恭子さん」で鍋田が不在となるため、平島亜由美が、火曜日のスタジオ担当女性パーソナリティとしてレギュラー出演し、荒瀬洋太と組んでスタジオからの放送を担当した。
- 2014年3月28日の放送を以って放送を終了。後番組は『でるラジ』。この金曜日『でるラジ　ゴールデン』に鍋田と荒瀬は移り（荒瀬は2016年3月まで）、当番組のコンセプトと一部コーナーを引き継いだ。

## エピソード
- 2009年から2011年まで、4月末にCBCラジオ『ごごイチ』との合体放送を行っていた。となみチューリップフェア開催中の砺波チューリップ公園の特設ステージから両局に向けて配信されたもの。
- 2010年3月3日、TBSテレビ（富山県内ではチューリップテレビ）の番組『ぴったんこカン・カン』（3月19日放送分）の取材で、鍋田の友人である富山出身の女優の室井滋とTBSアナウンサーの安住紳一郎が飛び入りで出演。ひな祭りにちなんで和服姿の鍋田ら出演者やスタッフとほたるいか音頭を踊ったり、室井がエッセイでも語った、かつて室井がKNBのラジオ番組を通じて助けた犬の飼い主との電話トークなどが放送された。この時、安住や番組ディレクターはKNBを日本テレビ系列だと言って、テレビの系列を意識していたが、ラジオで考えた場合、KNBはTBSラジオのネットワークであるJRNにも加盟しており、安住の声がKNBラジオから聞こえることは特別な事例ではないとも言える（熊野もその旨を説明しフォローしていた）。

## 番組終了段階でのパーソナリティ
メインパーソナリティ
- 鍋田恭子
  - 隔週火曜日（原則として毎月第1・第3火曜日）には、スーパーからの中継コーナー「鍋田恭子の日清食品ちゅるっト行きましょう！」（提供：日清食品）を前番組から引き続き担当しているため、同コーナーを中継する火曜日は、12時台をスタジオから務めた後は不在となった。
    - 2011年度からは、それ以外の火曜日（原則として毎月第2・第4・第5火曜日）についても、中継コーナー「飛び出せ!3D恭子さん」となり、番組全編を通じて外（基本的に富山県内各地。なお、稀に、富山県外から中継したこともある）からの中継出演となり、スタジオを不在としていた。

  - 熊野が番組内で『348歳（2009年当時。実年齢+300歳）』の妖怪魔女と形容したことをきっかけにこれが周囲に定着。2013年9月30日時点から番組終了までは『352歳』を自称していた。

サブパーソナリティ
- 荒瀬洋太（月 - 水・金曜日スタジオ、木曜日リポート担当。2011年4月 - ）愛称：『アラパンちゃん』。毎週木曜日は、「ご近所菜園」や「洋太の! Get The Big!（2011・2012年度）」「洋太の宝物を探せ!（2013年度）」などの中継コーナーでリポーターを担当していた。2011年4月から2013年3月までは金曜日のみ出演していなかった。
- 庄司幸寛（金曜日担当。2010年4月 - 。スタジオからの担当は2011年4月 - ）愛称：『ジョッキー』（由来は庄司が高校時代に馬術競技の騎手であったことから）。2010年4月から2011年3月までは、毎週水曜日の中継コーナー「現場の庄司です!」を担当、2011年4月から2013年3月までは木・金のスタジオを担当していた。
- 平島亜由美（火曜日のスタジオ担当女性パーソナリティ。単発出演を経て2011年4月 - レギュラー）
- 岡本恭（「ありがとう」や「笑顔のお宅訪問」など主に中継や収録でのリポーター担当。）2011年9月から2012年4月まで産休していた。
- 舟本真理（主に中継や収録でのリポーター担当）岡本の産休時代役として出演。

## 番組終了段階において元または出演休止中だったパーソナリティ
- 高野知香子（番組開始から2009年8月までの月 - 水担当）産休に伴い降板。
- 藤沢姉弟（お笑いコンビ。姉・さなえ、弟・裕一。月（裕一のみ）・木・金コーナー担当）前番組からのコーナーを2009年3月のみ担当したが、東京進出のため降板。
- 柴田泰佳（2009年9月から2010年4月改編までの月担当）
- 中島真紀子（番組開始から2010年4月改編までの木・金担当）
- 武部知春（2009年9月 - 2010年3月までの火・水担当。同年4月からしばらく「ちゅるっト行きましょう！」のある火曜日のみ出演したがその後不定期となり、2010年11月30日でKNBを退社したことに伴い完全降板）
- 熊野智元（番組開始から2011年3月まで月 - 水担当。KNBのラジオディレクターで、パーソナリティ担当時も金曜日のディレクターを務めていた。降板後も引き続きディレクターとして（降板直後は月・水・金。その後の担当曜日は明言されていない）番組の製作に関わったほか、2011年は月一回家電情報コーナーを担当、ピンチヒッターとしても出演した。）
- 上野透（番組開始から2011年3月まで木・金担当。開始当初はテレビの「いっちゃん★KNB」の司会を2009年3月まで務めたため、1ヶ月間だけ番組途中で退席していた。2011年4月から「いっちゃん★KNB」に復帰のため降板）